# Ghiacciaio Geoid
Il ghiacciaio Geoid è un ghiacciaio lungo circa 6 km situato nella regione centro occidentale della Dipendenza di Ross, nell'Antartide orientale. Il ghiacciaio, il cui punto più alto si trova a circa 1100 m s.l.m., si trova in particolare all'estremità settentrionale della dorsale Royal Society, sulla costa di Scott, dove fluisce verso sud, partendo dal versante nord-orientale meridionale delle cime Thomas e scorrendo lungo il versante occidentale del colle Ellipsoid, fino a unire il proprio flusso a quello del ghiacciaio Blue.

## Storia
Il ghiacciaio Geoid è stato scoperto durante la Spedizione Discovery, condotta da 1901 al 1904 e comandata da Robert Falcon Scott, ma così battezzato solo nel 1993 dal Comitato neozelandese per i toponimi antartici, il quale ha nominato diverse formazioni geografiche in quest'area con nomi relativi alle scienze; il nome del ghiacciaio Geoid deriva in particolare dal geoide, una superficie di riferimento utilizzata nella geodesia nella determinazione del profilo altimetrico di una zona.
Negli anni successivi alla sua scoperta iniziale, il ghiacciaio Geoid divenne oggetto di interesse per diverse spedizioni scientifiche durante il XX secolo, in particolare nel corso delle attività antartiche svolte negli anni 1950 e 1960 nell'ambito dell'Anno Geofisico Internazionale.